# Променисте опалення
Променисте опалення — опалення, при якому тепло передається в опалюване приміщення внаслідок променистого теплообміну між опалювальними приладами і внутрішніми поверхнями огороджувальних конструкцій, вид панельного опалення. До променистого опалення вдаються, наприклад, для нагрівання стелі, прокладаючи в перекритті труби або канали з теплоносієм — найчастіше з гарячою водою, рідше — з парою або гарячим повітрям. Іноді в перекритті розміщують нагрівні елементи (наприклад, електричні кабелі). Для променистого опалення великих приміщень (головним чином виробничих) під стелею підвішують випромінюючі панелі з трубами, де циркулює теплоносій. У деяких приміщеннях на окремих ділянках встановлюють інфрачервоні газові або електричні випромінювачі — місцеве променисте опалення. Існують і мікроприлади променистого опалення для домашнього вжитку у вигляді електричних ширмочок інфрачервоного випромінювання, які вішаються на вікно чи на стіну.